# Dofteana
Dofteana – wieś w Rumunii, w okręgu Bacău, w gminie Dofteana. W 2011 roku liczyła 2540 mieszkańców.
Pierwsze wzmianki o miejscowości Dofteana lub Dohtana  pochodzą z 1436 roku.